# Willem II van Apulië
Willem II van Apulië (1095 - Salerno, 26 juli 1127) was de oudste zoon van Rogier I van Apulië en van Adela van Vlaanderen. Hij volgde in 1111 zijn vader Rogier I op als hertog van Apulië. Willem was in 1114 gehuwd met Gaitelgrime, dochter van graaf Robert van Alife, maar stierf zonder erfgenaam, zodat Apulië en Sicilië verenigd werden onder Rogier II van Sicilië.

## Voorouders
| Voorouders van Willem II van Apulië | Voorouders van Willem II van Apulië                        | Voorouders van Willem II van Apulië                        | Voorouders van Willem II van Apulië                        | Voorouders van Willem II van Apulië                        | Voorouders van Willem II van Apulië                                           | Voorouders van Willem II van Apulië                                           | Voorouders van Willem II van Apulië                                       | Voorouders van Willem II van Apulië                                       |
| ----------------------------------- | ---------------------------------------------------------- | ---------------------------------------------------------- | ---------------------------------------------------------- | ---------------------------------------------------------- | ----------------------------------------------------------------------------- | ----------------------------------------------------------------------------- | ------------------------------------------------------------------------- | ------------------------------------------------------------------------- |
| Overgrootouders                     | Tancred van Hauteville (?-1041) ∞ Fredesende (-)           | Tancred van Hauteville (?-1041) ∞ Fredesende (-)           | Weimar IV van Salerno (-) ∞ Gemma van Capua (-)            | Weimar IV van Salerno (-) ∞ Gemma van Capua (-)            | Boudewijn IV van Vlaanderen (980–1035) ∞ 1012 Otgiva van Luxemburg (986-1030) | Boudewijn IV van Vlaanderen (980–1035) ∞ 1012 Otgiva van Luxemburg (986-1030) | Robert II van Frankrijk (972-1031) ∞ Constance van Arles (986-1034)       | Robert II van Frankrijk (972-1031) ∞ Constance van Arles (986-1034)       |
| Grootouders                         | Robert Guiscard (1015-1085) ∞ Sikelgaita (1040-1090)       | Robert Guiscard (1015-1085) ∞ Sikelgaita (1040-1090)       | Robert Guiscard (1015-1085) ∞ Sikelgaita (1040-1090)       | Robert Guiscard (1015-1085) ∞ Sikelgaita (1040-1090)       | Boudewijn V van Vlaanderen (1013-1067) ∞ 1028 Adela van Mesen (1116-1165)     | Boudewijn V van Vlaanderen (1013-1067) ∞ 1028 Adela van Mesen (1116-1165)     | Boudewijn V van Vlaanderen (1013-1067) ∞ 1028 Adela van Mesen (1116-1165) | Boudewijn V van Vlaanderen (1013-1067) ∞ 1028 Adela van Mesen (1116-1165) |
| Ouders                              | Roger Borsa (1080-1111) ∞ Adela van Vlaanderen (1064-1115) | Roger Borsa (1080-1111) ∞ Adela van Vlaanderen (1064-1115) | Roger Borsa (1080-1111) ∞ Adela van Vlaanderen (1064-1115) | Roger Borsa (1080-1111) ∞ Adela van Vlaanderen (1064-1115) | Roger Borsa (1080-1111) ∞ Adela van Vlaanderen (1064-1115)                    | Roger Borsa (1080-1111) ∞ Adela van Vlaanderen (1064-1115)                    | Roger Borsa (1080-1111) ∞ Adela van Vlaanderen (1064-1115)                | Roger Borsa (1080-1111) ∞ Adela van Vlaanderen (1064-1115)                |